# 11e division de fusiliers de la Garde
Pour les articles homonymes, voir 11e division.
« 18e division de fusiliers (2e formation) » redirige ici. Pour les autres significations, voir 18e division.
La 11e division de fusiliers de la Garde est une division de fusiliers de l'Armée rouge pendant la Grande Guerre patriotique. Créée en 1941 et combattant à l'origine sous le nom de 18e division de fusiliers, elle est dissoute en 1946.

## 18edivision de milice de Moscou
Elle est créée le 2 juillet 1941 dans la région de Krasnogorsk sous le nom de 18e division de milice de Moscou. Les régiments subordonnés reçoivent leur numéro le 20 juillet. Au 16 juillet, la division comptait 6 934 hommes, mais aucune arme ni équipement ne lui avait été affecté. Le 20 juillet, la division est affectée à la 32e armée du front de réserve à l'ouest de Moscou avec environ 10 000 hommes affectés. Le 29 août 1941, la division est transférée à la 33e armée, mais reste en réserve de l'armée jusqu'au 26 septembre, date à laquelle elle est rebaptisée 18e division de fusiliers de l'armée régulière.

## 18edivision de fusiliers
Toujours affectée à la 33e armée du front de réserve lorsque l'offensive allemande contre Moscou, l'opération Typhoon, frappa les fronts de l'Ouest, de Briansk et ceux de réserve. Le 3 octobre, la division attaque les Allemands dans un détour du fleuve Dniepr près des villages de Volovhek Kamenetz. Les 5 et 6 octobre, la division est encerclée et elle est disloquée le 12 octobre. Le 20 octobre, la division réintègre la ligne près de Skirmanovo, à l'ouest d'Istra, au côté de la 17e division de fusiliers. À la mi-novembre, la division reprend le village de Skirmanovo et réussit à stopper l'avancée des 11e et 5e Panzerdivisions,.
Le 6 décembre 1941, la division participe à la contre-offensive hivernale à travers la rivière Istra.
Le 5 janvier 1942, en reconnaissance de ses combats défensifs et offensifs, la division est rebaptisée 11e division de fusiliers de la Garde.

### Unités subordonnées
Sources ,,:
- 52e régiment de fusiliers de la milice, devenu 1306e régiment de fusiliers (dissous le 7 décembre 1941)
- 53e régiment de fusiliers de la milice devenu le 1308e régiment de fusiliers (dissous le 26 décembre 1941)
- 54e régiment de fusiliers de la milice, devenu le 1310e régiment de fusiliers (détaché le 22 octobre 1941)
- bataillon d'artillerie de milice, devenu le 978e régiment d'artillerie puis le 30e régiment d'artillerie de la Garde.
- 365e régiment de fusiliers (à partir du 22 octobre 1941), devenu le 33e  régiment de fusiliers de la Garde
- 518e régiment de fusiliers (à partir du 28 novembre 1941), devenu 40e régiment de fusiliers de la Garde
- 282e régiment de fusiliers (à partir du 13 décembre 1941), devenu le 27e régiment de fusiliers de la Garde (anciennement avec la 19e division de fusiliers)
- 702e bataillon d'artillerie antiaérienne, devenu la 8e batterie d'artillerie antiaérienne de la Garde (anciennement 146e batterie)
- 477e compagnie de reconnaissance, devenue la 9e compagnie de reconnaissance de la Garde
- 461e bataillon de sapeurs, devenu 15e bataillon de sapeurs de la Garde
- 866e bataillon des transmissions, devenu le 12e bataillon des transmissions
- 500e bataillon médical, devenu 381e bataillon médical
- 344e compagnie de décontamination, devenue 14e compagnie de décontamination de la Garde
- 312e compagnie de transport automobile, devenue la 504e compagnie de transport automobile (anciennement la 17e compagnie de transport automobile)
- 927e station postale de campagne
- 394e bureau de caisse de la Banque d'État

## 11edivision de fusiliers de la Garde
Elle est formée le 5 janvier 1942 en convertissant la 18e division de fusiliers.
À partir de janvier 1942, la division participe aux combats offensifs et défensifs dans la direction de Gjatsk. Le 12 août 1942, elle est placée dans la réserve du front de l'Ouest. Le 14 août 1942, elle prend des positions défensives sur la rivière Jizdra, de Gretna jusqu'à l'estuaire de la rivière. Dans les jours suivants, en collaboration avec la 32e brigade de chars, elle repousse les attaques de la 17e division allemande et de la 9e Panzerdivision (« Opération Virbelvind »). Le 18 août, le Kampfgruppe Seitz brise la défense de la division et deux bataillons du 33e régiment de fusiliers de la Garde et le quartier général de la division sont détruits. Les 40e et 27e régiments de fusiliers de la Garde, dirigés par le major Sherbina, continuent à mener la défense. La division est sauvée d'une nouvelle défaite grâce à une contre-attaque du 9e corps de chars et de la 326e division de fusiliers. Le 23 août, les 40e et 33e régiments de fusiliers de la Garde se retirent au-delà de la rivière Drisenka (ru), où ils contre-attaquent les jours suivants. Le 26 août, la division, poursuivant l'ennemi en retraite, traverse la rivière jizdra. De septembre 1942 à février 1943, la Division occupe les défenses au sud de la rivière jizdra, à la frontière de Gretna, de la région orientale d'Oulianovsk et de la région de Kalouga.
Par la suite, elle participe aux combats de la bataille de Koursk, près d'Aigle. En octobre 1943, elle est concentrée dans la région de Nevel. Là, la division, en collaboration avec d'autres parties de l'armée, s'empara d'une grande ville de carrefour ferroviaire le 24 décembre 1943. Elle participe à l'opération offensive stratégique biélorusse ( opération Bagration ), et se distingue dans les batailles de Vitebsk, traverse le fleuve Niémen, la ville d'Alytus, un point d'appui et parcourt 60 kilomètres en trois jours. Elle participe ensuite à l'offensive de Gumbinnen et reçoit l'Ordre de Lénine le 14 novembre pour ses actions lors de l'invasion de la Prusse orientale. La 11e division de la Garde combat ensuite dans l'opération offensive stratégique de Prusse orientale, prenant Königsberg, puis dans les batailles autour de Pillau.
Le 1er mai 1945, la division fait partie du 16e corps de fusiliers de la Garde de la 11e armée de la Garde, aux côtés des 1re et 31e divisions de fusiliers de la Garde. La division est transférée au 8e corps de fusiliers de la Garde dans la même armée et stationne à Mamonovo. Elle est dissoute en juin 1946 après le transfert de son corps aux forces aéroportées soviétiques. 

### Unités subordonnées
Source :
- 27e régiment de fusiliers de la Garde
- 33e régiment de fusiliers de la Garde
- 40e régiment de fusiliers de la Garde
- 30e régiment d'artillerie de la Garde
- 8e (146e) batterie antiaérienne de la Garde (jusqu'au 19 mars 1943)
- 22e bataillon de mortiers de la Garde (jusqu'au 18 novembre 1942)
- 22e Bataillon de mitrailleuses de la Garde (du 19 novembre 1942 au 25 mars 1943)
- 9e compagnie de reconnaissance de la Garde
- 15e bataillon de sapeurs de la Garde
- 12e bataillon de transmissions de la Garde (jusqu'au 21 octobre 1942)
- 12e compagnie de transmissions de la Garde (du 21 octobre 2942 au 12 mai 1944)
- 381 Bataillon Médical
- 14e compagnie de protection chimique de la Garde
- 504e (I-17) compagnie de camions
- I-500 (5e) boulangerie de campagne
- Hôpital vétérinaire divisionnaire 502